# Се лев, а не собака
«Се лев, а не собака» — крылатое выражение, означающее необходимость особо уточнять нечто такое, что и так должно быть понятно без лишних слов. Употребляется в ироническом, шутливом плане. Выражение рассматривается как русская поговорка, пословица; имеет аналоги в других культурах.
Существует несколько версий происхождения фразеологизма. Некоторые связывают его с заимствованием из Библии. По наиболее распространённой версии, выражение восходит к анекдотической истории о неумелом художнике, вынужденного сопровождать свои бездарные картины пояснительными надписями. В частности, однажды он пытался нарисовать льва, но это получилось у него так плохо, что ему пришлось снабдить свою работу комментарием: «Се лев, а не собака». Предполагается, что прототипом этого ремесленника мог послужить персонаж романа Сервантеса «Дон Кихот». Заглавный герой, рассматривая нелепые полотна на мифологический сюжет на стенах постоялого двора, рассказал Санчо Пансо историю про художника Орбанеху из Убеды, дополнявшего свои работы разъяснениями. На вопрос, что он рисует тот обычно отвечал: «Что выйдет», а «Если, например, он рисовал петуха, то непременно подписывал: „Это петух“, чтобы не подумали, что это лисица».
Выражение употребляется в последнем русскоязычном романе Владимира Набокова «Дар», при переводе его на английский язык автор в тексте ошибочно указал, что оно восходит к произведению писателя Ивана Крылова.